# マーニ (小惑星)
マーニ ((307261) 2002 MS4)は、海王星を超えた先にある氷の微惑星の領域のカイパーベルトに存在するキュビワノ族の天体である。準惑星候補の天体である。
2002年にトルヒージョとブラウンによって発見された。過去の観測データを調査したところ、マーニは今までに74回観測されており、最初の観測は1954年4月8日である。
2019年現在、太陽から46.5天文単位の場所に位置し、近日点に向かっている。もっとも太陽に近づくのは2122年だと予測されている。直径は約800 kmであり、名称が決まっていない太陽系の天体のなかでは最大である。

## 概要

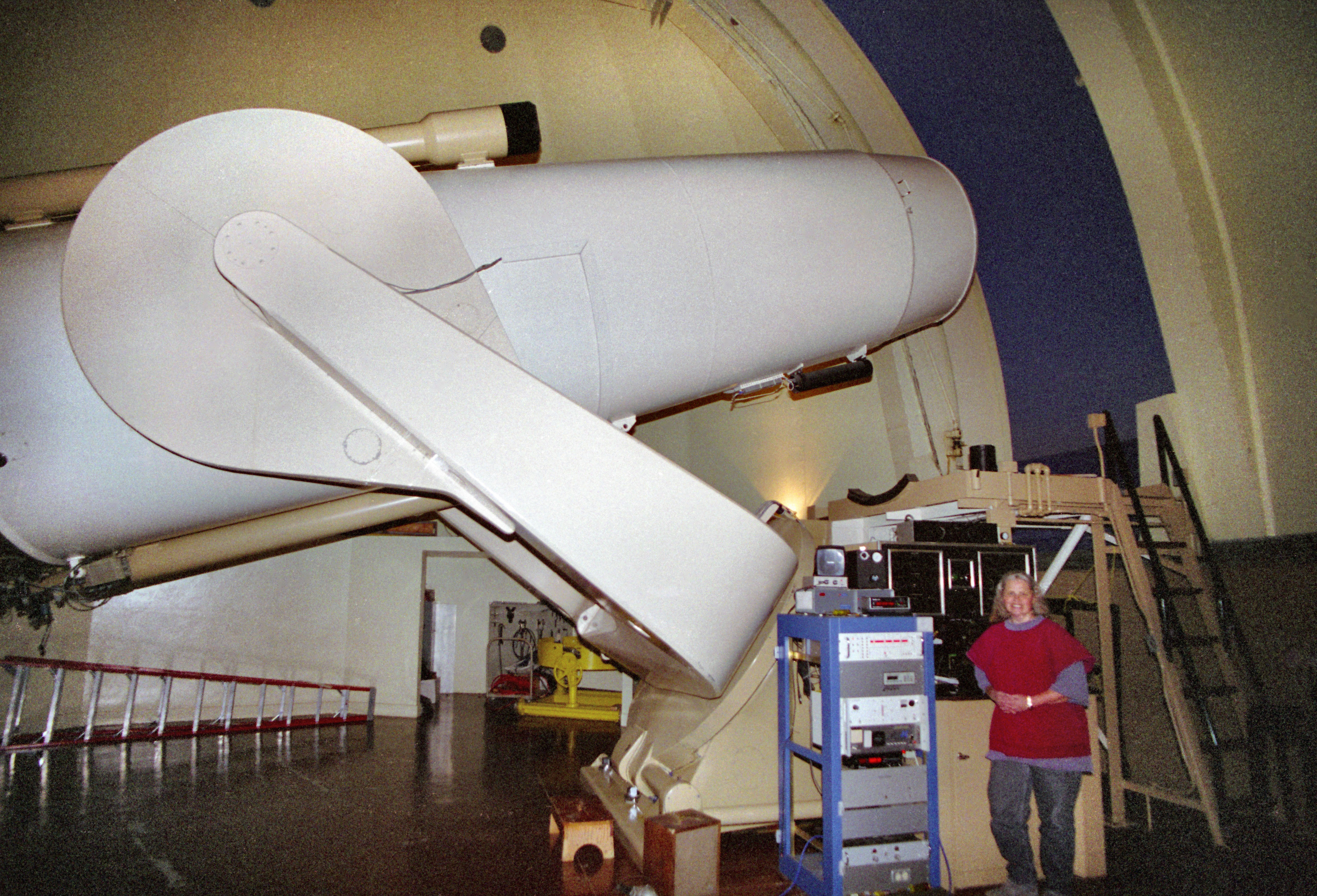
マーニはパロマー天文台にあるサミュエル・オシン望遠鏡によって発見された。

2002年6月18日にトルヒージョとブラウンによってパロマー天文台で発見され、2002年11月21日に小惑星センターによって発表された。2007年に過去の観測データを調査したところ、パロマー山でのデジタイズド・スカイ・サーベイ(DSS)の一環として1954年4月にマーニが最初に観測されていることが判明した。

マーニ, 2016年7月に探査機ニュー・ホライズンズによって15.3AUの距離から撮影された。

2016年7月にカイパーベルトの探査の一環として探査機ニューホライズンズによって観測されたことによって、軌道や位相曲線などに関する詳細が分かった。
2019年現在、今までに74回観測されている。観測弧は64年。

## 軌道
マーニの軌道と現在の位置は準惑星候補のクワオワに似ているが高い軌道傾斜角と離心率を有しており、公転周期は272.6年である。マーニは動的で温暖なキュビワノ族天体で海王星と断続的に18:11の軌道共鳴を起こしている。

## 特徴
スピッツァー宇宙望遠鏡は直径を726±123 kmと推定した一方でハーシェル宇宙望遠鏡は934±47 kmと推定している。もし後者が正しい場合、マーニは準惑星ケレスの大きさに匹敵し、名前のない太陽系の天体の中では最大となる。マーニは10番目に大きい太陽系外縁天体であり、2006年のIAU草案で準惑星の候補に提案された。
2019年7月26日にブリティッシュコロンビア州にてマーニによる掩蔽が観測された。単一コード長は831km。
2019年8月19日の掩蔽で、842 × 688 kmの扁球であると推定された。
2020年8月8日の掩蔽では少なくとも21個の陽性の検出で、大きさが808 × 748 kmだと推定された。
マーニの衛星は知られておらず、正確な質量は不明である。マーニの大きさに基づいて、発見者のブラウンは準惑星候補の天体としている。しかし、0.2というアルベドの低さからこのような暗く中間サイズの天体は未だ個体に崩壊したことがなく、静水圧平衡に遷移することも考えにくいので、準惑星になることはないだろうという見解もある。
2019年時点で、自転周期は不明である。2005年と2011年の観測でどちらとも7,33時間あるいは折り返し雑音を考慮して10.44時間、あるいは両者の2倍の値であり、光度曲線の振幅は0.05±0.01 magである。マーニは観測時に銀河系中心の方向に位置していたこともあってその背景の星の密度により光度曲線の測定は難しい。
2011年の6月から7月にかけて暗黒星雲の前面を通過したのを好機に観測された。